# Jackson County (Colorado)
Jackson County je okres ve státě Colorado v USA. K roku 2010 zde žilo 1 394 obyvatel. Správním městem okresu je Walden. Celková rozloha okresu činí 4 198 km².